# Did She Mention My Name?
Albums de Gordon Lightfoot
The Way I Feel
(1967) Back Here on Earth
(1968)
Did She Mention My Name? est le troisième studio album du chanteur folk Gordon Lightfoot. Il a été enregistré en décembre 1967 et sorti en janvier 1968 sous le label United Artists.

## Liste des titres
Toutes les chansons ont été composées par Gordon Lightfoot.
| No  | Titre                      | Durée |
| --- | -------------------------- | ----- |
| 1.  | Wherefore and Why          | 2:51  |
| 2.  | The Last Time I Saw Her    | 5:10  |
| 3.  | Black Day in July          | 4:10  |
| 4.  | May I                      | 2:19  |
| 5.  | Magnificent Outpouring     | 2:20  |
| 6.  | Does Your Mother Know      | 3:33  |
| 7.  | The Mountain and Maryann   | 3:35  |
| 8.  | Pussywillows, Cat-Tails    | 2:48  |
| 9.  | I Want To Hear It From You | 2:22  |
| 10. | Something Very Special     | 3:19  |
| 11. | Boss Man                   | 2:10  |
| 12. | Did She Mention My Name?   | 2:27  |

## Personnel
- Gordon Lightfoot - Guitare à 6 et 12 cordes
- Herb Lovelle - Batterie, percussions
- Hugh McCracken - Guitare électrique
- Red Shea - Guitare acoustique
- John Simon - Instruments à cordes
- John Stockfish - Basse